# George Fernandes

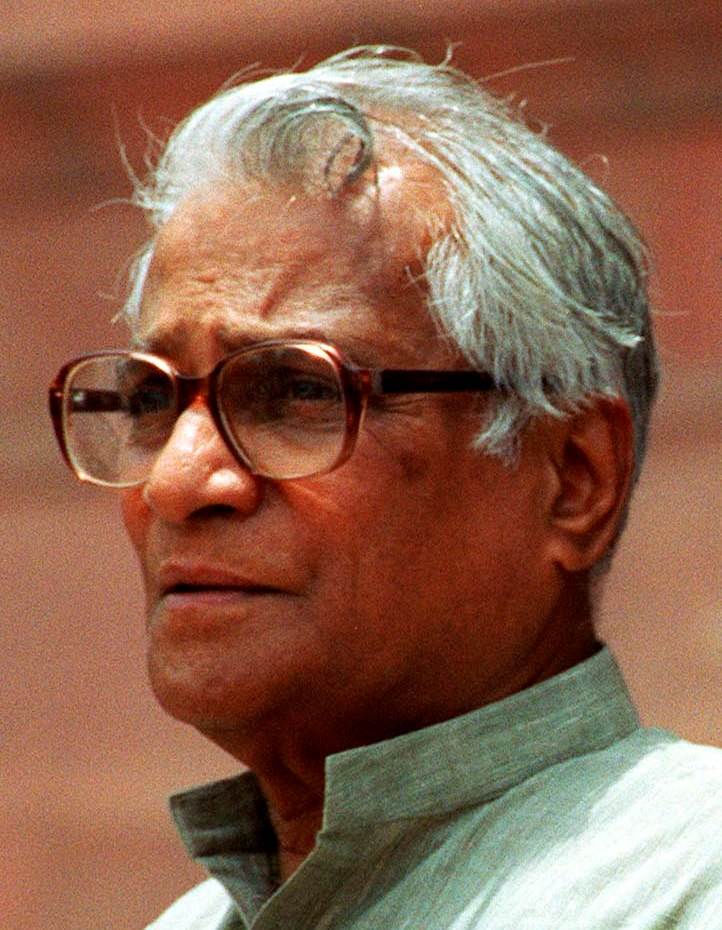
George Fernandes (2002)

George Matthew Fernandes (Kannada ಜಾರ್ಜ್ ಫರ್ನಾಂಡಿಸ್, * 3. Juni 1930 in Mangalore, Mysore (Britisch-Indien), heute: Mangaluru, Karnataka; † 29. Januar 2019 in Neu-Delhi) war ein indischer Politiker der Janata Party, Samata Party sowie zuletzt der Janata Dal, der Mitglied der Lok Sabha (Oberhaus, Erste Kammer) sowie mehrmals Minister auf Bundesebene war.

## Leben
Fernandes entstammte einer römisch-katholischen südindischen Familie. Seine Eltern waren John Joseph Fernandes und Alice Martha Fernandes (geb. Pinto). Seinen Vornamen soll er als Reverenz an den damaligen britischen Monarchen Georg V. (der auch am 3. Juni Geburtstag hatte) erhalten haben. Während seiner Jugendzeit besuchte Fernandes zweieinhalb Jahre ein Priesterseminar, brach es jedoch ab, da er sich von der Organisation des Seminars und der offiziellen römisch-katholischen Kirche abgestoßen fühlte. Ungeachtet dessen bezeichnete er sich in späteren Interviews immer noch als Christen. Später schloss sich Fernandes der Gewerkschaftsbewegung in Bombay an und wurde in den 1950er Jahren zu einem führenden Gewerkschaftsfunktionär und -organisator in Bombay. Bei der Parlamentswahl 1967 wurde er als Kandidat der Samyukta Socialist Party (SSP) im Wahlkreis Bombay South erstmals zum Mitglied der Lok Sabha gewählt und gehörte dieser zunächst bis 1971 an. Während seiner Parlamentszugehörigkeit war er anfangs von 1967 bis 1970 Mitglied des Petitionsausschusses und fungierte daneben zwischen 1969 und 1973 als Generalsekretär der Samyukta Socialist Party. Danach war er zwischen 1973 und 1977 Vorsitzender der Sozialistischen Partei Indiens (SPI) sowie Präsident der All-Indischen Eisenbahnerföderation AIRF (All India Railwaymen’s Federation).
Bei der Parlamentswahl vom 16. bis 20. März 1977 wurde Fernandes für die Janata Party (JNP) wieder zum Mitglied der Lok Sabha gewählt und gehörte dieser nach seiner Wiederwahl bei der Parlamentswahl am 3. und 6. Januar 1980 bis zum Ende der siebten Legislaturperiode im Dezember 1984 an. Am 27. März 1977 wurde er als Kommunikationsminister in das Kabinett Desai berufen. Im Rahmen einer Regierungsumbildung übernahm er daraufhin am 6. Juli 1977 das Amt des Industrieministers, das er bis zum 15. Juli 1979 innehatte.
Fernandes wurde bei der Wahl am 22. und 26. November 1989 abermals zum Mitglied der Lok Sabha gewählt, der er nach seinen Wiederwahlen bei den Wahlen 1991, 1996, 1998, 1999 und 2004 bis zum Ende der vierzehnten Legislaturperiode im Mai 2009 angehörte. Im Kabinett V. P. Singh bekleidete er zwischen dem 13. Dezember 1989 und dem 7. November 1990 das Amt des Eisenbahnministers und war zusätzlich zwischen März und Mai 1990 Minister für Angelegenheiten von Jammu und Kashmir. Im Anschluss war er in der neunten Legislaturperiode von 1990 bis 1991 Mitglied des Eisenbahnausschusses sowie in der zehnten Legislaturperiode zwischen 1993 und 1996 Mitglied des Finanzausschusses der Lok Sabha. Im April 1994 wurde er zudem Präsident der aus einer Abspaltung der Janata Dal entstandenen Samata Party und gehörte in der elften Legislaturperiode von 1996 bis 1997 dem Auswärtigen Ausschuss der Lok Sabha an.
Nach der Wahl 1998 wurde er zunächst Mitglied des Ausschusses für allgemeine Angelegenheiten und kam kurz darauf am 19. März 1998 als Verteidigungsminister in das Kabinett Vajpayee II. Das Amt des Verteidigungsministers bekleidete er vom 13. Oktober 1999 bis zu seinem Rücktritt am 16. März 2001 auch im Kabinett Vajpayee III. Im Anschluss fungierte er in der 13. Legislaturperiode zwischen März und Oktober 2001 als Vorsitzender der Fraktion der Janata Dal (United) (JD (U)) der Lok Sabha und war zugleich wieder Mitglied des Ausschusses für allgemeine Angelegenheiten. Am 15. Oktober 2001 wurde er von Premierminister Atal Bihari Vajpayee erneut zum Verteidigungsminister in dessen drittes Kabinett berufen, dem er nunmehr bis zum Ende von Vajpayees Amtszeit am 22. Mai 2004 angehörte.
Nach seiner letztmaligen Wiederwahl zum Mitglied der Lok Sabha gehörte er in der 14. Legislaturperiode zwischen Mai 2004 und August 2007 zunächst wieder dem Auswärtigen Ausschuss als Mitglied an und war dann vom 5. August 2007 bis Mai 2009 Mitglied des Ständigen Ausschusses für ländliche Entwicklung. Für den Bundesstaat Bihar saß Fernandes zuletzt von August 2009 bis Juli 2010 in der Rajya Sabha.
Aus seiner am 21. Juli 1971 geschlossenen Ehe mit Leila Kabir ging ein Sohn hervor.